# Мелеєшть (Долж)
Мелеєшть, Мелеєшті (рум. Mălăești) — село у повіті Долж в Румунії. Входить до складу комуни Гоєшть.
Село розташоване на відстані 187 км на захід від Бухареста, 16 км на північ від Крайови.

## Населення
За даними перепису населення 2002 року у селі проживали 508 осіб, усі — румуни. Усі жителі села рідною мовою назвали румунську.